# Chavaroux
Chavaroux ist eine Gemeinde mit 531 Einwohnern (Stand: 1. Januar 2022) im zentralfranzösischen Département Puy-de-Dôme in der Region Auvergne-Rhône-Alpes. Die Gemeinde gehört zum Arrondissement Riom und zum Kanton Aigueperse (bis 2015: Kanton Ennezat). Die Einwohner werden Chappadaires genannt.

## Lage
Chavaroux liegt etwa 16 Kilometer nordöstlich von Clermont-Ferrand und etwa zwölf Kilometer südöstlich von Riom. Umgeben wird Chavaroux von den Nachbargemeinden Entraigues im Norden, Joze im Osten, Les Martres-d’Artière im Süden und Südosten, Lussat im Süden und Südwesten sowie Chappes im Westen.

## Bevölkerungsentwicklung
| Jahr                       | 1962 | 1968 | 1975 | 1982 | 1990 | 1999 | 2006 | 2013 |
| Einwohner                  | 174  | 173  | 247  | 289  | 303  | 308  | 416  | 478  |
| Quellen: Cassini und INSEE |      |      |      |      |      |      |      |      |